# 他從火光中走來
《他從火光中走來》（英語：Bright Eyes in the Dark），是由黃景瑜、張婧儀領銜主演、唐曉天、吳剛特別出演、張淩赫特邀出演、王子奇、曾可妮等友情出演、張進、陸思宇等聯合主演的消防戲劇。該劇根據耳東兔子的同名小說改編。該劇敘述了新時代消防人員在應急消防救援工作中的日常與成長，根据发生在天津滨海新区的真實事件改編，於2023年9月19日在愛奇藝播出。

## 播出時間
| 頻道   | 所在地   | 播映日期      | 播出時間 | 備註 |
| ------ | -------- | ------------- | -------- | ---- |
| 愛奇藝 | 中国大陆 | 2023年9月19日 |          |      |

## 劇情介紹
林陆骁拥有过人的消防技巧和丰富的消防经验，是北浔市特勤一站站长。因缘际会下，他被选中成了一档旨在科普消防知识的真人节目的教官。在节目中林陆骁偶遇自己多年前从火场中救下的舞蹈演员南初。南初对林陆骁充满好感，但林陆骁却因深知自己职业的危险而不愿靠近。年轻而勇敢的新一代消防员如邵一九、秦十全等崭露头角，从国外带回先进装备技术的楼明冶也回到了消防队。老中青三代消防员们在火灾、地震、空中救援等灾情救援中通力合作，将北浔市的消防安全水平提升了一个台阶。南初与林陆骁也在逐渐深入了解中确定了自己的心意，面临最危险的森林火灾，林陆骁与他的队友们依然选择逆火前进。

## 演員列表

### 主要人物
| 演員   | 角色   | 介紹 |
| 黃景瑜 | 林陸驍 | 原和平路站站長；現和平路站指導員；一九、十全師傅 和平路站消防員，個性上正直、富有責任感，深受和平路站的隊員們信賴，對身為一位消防員的責任有著強烈的信念感，五年前拯救過南初，後與南初相戀。在和平路站陷入不和之际接任指導員，再經歷一連串事情及與南初之戀情曝光後，決定前往鹿山消防站任指導員。 |
| 張婧儀 | 南初   | 夢舞社青年舞員；新人演員 五年前於火災中被林陸驍所拯救後，自此對他念念不忘，後與林陸驍相認，最終成為戀人。支持林陸驍事業，認為他是天生的消防員，有在一線搶救的心。 |

### 消防队伍角色
| 演員     | 角色   | 介紹 |
| 王子奇   | 樓明冶 | 督察；現和平路站站長 原為林陸驍好兄弟，後因對於消防的理念不合，關係漸漸走遠。認為裝備、理論與消防員的個人綜合能力一樣重要，在擔任站長後積極促成隊內良性競爭，卻因此造成隊員間團隊意識逐漸降低，隊員因此不滿。在同林陸驍一同共事並且經歷許多難關後，最終改變了自身。                                                     |
| 張進     | 余奇磊 | 結構工程師；和平路站副站長 在林陸驍的勸說下加入消防隊伍，在樓明冶擔任站長期間代任指導員。個性忠誠、善良，對工作認真負責，不斷地在家庭和工作中尋找平衡，卻屢屢受挫。與妻子米蘭育有一女名淼淼。在一次違建房屋坍塌事件中犧牲了自己，最終仍未實現同淼淼出遊之約定。                                                         |
| 陸思宇   | 楊振剛 | 原和平路站指導員 在負傷後轉調火調科機關工作。總是被林陸驍嫌棄話多、愛嘮叨，事實上在擔任指導員期間同林陸驍相互扶持。在意外受傷後情緒低落，因李蕾及林陸驍的幫助逐漸走出悲痛。最終與李蕾相戀並且結婚。 |
| 胡毅     | 劉如意 | 和平路站站長助理；樓明冶師傅 喜歡健身，個性雖然衝動，卻非全無智商，自小就沒有家，因此在進入和平路站後就把站裡當家。進火場時豪不畏懼，總是衝向前線，明明喜歡夏晚但卻時常不懂她的做法，導致遲遲追不到夏醫生。然而最終夏晚仍喜歡上他，最後與夏晚結婚。                                                                     |
| 陳康     | 秦十全 | 林陸驍徒弟；後拜樓明冶為師 因一場地震被林陸驍救下，對消防產生興趣而進入和平路站。富有野心，前期時常慫恿一九做出衝動之事，導致受到許多不必要的處罰，更導致林陸驍挨罵，卻在林陸驍回到和平路站擔任指導員時似乎有所不滿，因為過於自負使林陸驍被坍塌的樓房鋼板砸中導致受傷。在林陸驍決定調往鹿山站後與一九亦一同調往鹿山站。 |
| 李明峻   | 邵一九 | 林陸驍徒弟 英勇無畏、倔強堅定，很有林陸驍年輕時的樣子，只要好好培養，就會成為特勤站的優秀人才。因此，林陸驍一直對邵一九嚴加管理。 在林陸驍決定調往鹿山後與秦十全一同調往鹿山站。 |
| 張鐸瀚   | 雷大罡 | 戰鬥一班班長 個性上充滿義氣的好班長，因老余事故中酒後衝動行為，最終離開和平路站，成為一位快遞員，卻仍在一次火災中不幸身亡。 |
| 費鯉齊   | 齊活   | 孟支的兒子；原二號車的駕駛員，後樓明冶將其調至一號車 雖然是孟支的兒子，卻沒有借父親的權勢，依舊依靠努力，向大家證明自己的實力，然孟支卻因欲避嫌，否定兒子的努力，導致齊活不滿。在一次與兄弟們參加消防大賽獲得第二名，孟支說以他為榮!!                                                                                   |
| 劉俊子賀 | 方向前 | 和平路站一號車司機 因一次意外導致講話結巴，卻仍盡職盡責的一位好消防員。 |
| 吳剛     | 孟國弘 | 消防支隊长(孟支)，齊活的父亲 |

### 其他演員
| 演員   | 角色           | 介紹 |
| 張淩赫 | 林啟           | 林陸驍弟弟；小提琴手 在國外拿了許多獎，卻在回國後不受老闆重視，更讓他做不擅長的事情，與蔣格原為冤家，卻在彼此事業皆失意後成為好兄弟。後受蔣格幫助與原公司解約。     |
| 唐曉天 | 蔣格           | 林啟、南初好友 在國外因一樁意外與南初、林啟相識。原先像是冤家一般的關係，在三人皆有所成長後，最終成為了好友，蔣格也因此認知到消防員的艱辛，最終決定成為一位消防員。 |
| 徐洪浩 | 韓北堯         | 北堯娛樂主理人；南初母親好友。因冉冬陽與徐智藝陷害南初與林陸驍且一再藉機炒作，而封殺冉冬陽及與徐智藝解約。                                                          |
| 向俞星 | 西顧           | 化妝師；南初好友 |
| 卞涛   | 蒋文德         | 蔣格父親 |
| 曾可妮 | 嚴黛           | |
| 楊舒   | 米蘭           | 余奇磊妻子、淼淼母親 |
| 夏侯鑌 | 趙國           | |
| 郝率   | 沈光宗         | 南初經紀人 |
| 林妍柔 | 徐智藝         | 演員，與冉冬陽一同陷害南初與林陸驍，更造成兩人戀情曝光。 |
| 關亞軍 | 冉冬陽         | 演員 演藝圈中星途逐漸下滑的老演員。為了炒作自己不擇手段，與徐智藝一同陷害南初與林陸驍，更造成兩人戀情曝光。                                                         |
| 王春宇 | 黃淮           | |
| 躍     | 王奔           | |
| 薛景瑞 | 陳奕龍         | 大罡發小 游走在法律邊緣，擅自加蓋違章建築，導致樓房坍塌。 |
| 謝心   | 夏晚（夏醫生） | |

## 网络剧原声带
| 曲序 | 曲目                           | 演唱           |
| ---- | ------------------------------ | -------------- |
| 1.   | 逆光前行（片頭曲）             | 金志文         |
| 2.   | 他從火光中走來（片尾曲）       | 李佳薇         |
| 3.   | 命中注定（情感主題曲）         | 摩登兄弟劉宇寧 |
| 4.   | 是不是注定要相遇（奔赴主題曲） | MiMi李紫婷     |
| 5.   | 星（心跳主題曲）               | 高睿           |

## 獎項
| 年份 | 頒獎典禮               | 獎項         | 入圍者             | 结果 |
| ---- | ---------------------- | ------------ | ------------------ | ---- |
| 2024 | 2024首都電視節目春推會 | 年度優秀劇集 | 《他從火光中走來》 | 獲獎 |

## 外部連結
- 他從火光中走來的新浪微博

|below=2017年5月1日起黄金剧场更名为东方剧场，2018年8月7日起周播剧场更名为精品剧场
}}